# プロレスリングWAVE
プロレスリングWAVE（プロレスリング・ウェーブ）は、日本の女子プロレス団体。運営はZABUN。

## 団体名の由来
「World Athlete Vamp（ire） Entertainment」から来ている。

## 概要
これまでジャパン女子プロレスからメジャー女子プロレスAtoZまで様々な女子プロレス団体を転々とした後にフリーで活動してきたGAMIがプロデュース。解散したばかりのJDスター女子プロレスから桜花由美が加わった。
2007年7月19日、記者会見を行って代表に元JDスター女子プロレス本部長の竹石辰也、GAMIがプロデュースした「THE WOMAN」助監督であった植松寿絵がコーチに就任。8月26日、新木場1stRINGで旗揚げ戦を開催。同所は常打ちとしてのみならず練習拠点としても使用している。
当初の所属選手はGAMIと桜花のみで、フリーや他団体の選手を入れて月4回から5回の興行を開催していたが、旗揚げ戦こそ札止めとなったものの、新木場1stRINGで観衆が100人を切る興行が続くなど観客動員で苦しんでいた。
2008年3月、我闘姑娘に最後まで残っていた春日萌花が入団してから徐々に盛り返し、10月18日、田島久丸の自主興行でデビューしたあたしかよが団体預かりとして入団。
2009年1月、渋谷シュウが入団。6月、桜蝋燭がデビュー。
選手育成はあまり行わず主にフリー選手が重要な位置を占めている。他団体選手は主にJWP女子プロレス、LLPW-X、アイスリボン、OZアカデミー女子プロレスからの参戦が多い。2012年6月以降は常連フリー選手がZABUNと専属契約を結んでいる。
2013年10月30日、初の生え抜き選手の卜部夏妃がデビュー。10月24日、引退したGAMIがZABUN代表取締役兼WAVE大会プロデューサーに就任。代表に桜花が就任。
現在は月2、3回ペースで興行を開催している。男子選手も参加してミックスドマッチなどを組み込むこともある一方で大日本プロレスへの試合提供も行っている。またDIAMOND HALL大会等の地方興行では大日本との昼夜興行となることが多い。但し大日本の方針で大日本所属選手とのミックスドマッチは組まれていない。
関連団体としてGAMIの地元大阪を拠点としているOSAKA女子プロレスが2010年3月21日に旗揚げ戦を開催。同団体もZABUNの運営に移行されたため以降は姉妹団体になっていた。
特有ルールとして張り手を禁止にしている。

## 歴史

### 2007年
- 7月19日、設立記者会見が行われた。
- 8月26日、新木場1stRINGで旗揚げ戦を開催。
- 9月23日、初の大阪大会「大阪ラプソディ」をデルフィン・アリーナ道頓堀で開催。
- 9月25日、この日の新木場1stRING大会の観客動員が49人の最低人数を記録[2]。
- 12月22日、初の神戸大会「大師走・西」を神戸サンボーホールで開催。

### 2008年
- 3月1日、春日萌花が入団。
- 7月27日、初の名古屋大会「プロレスリングWAVE EXTRA in NAGOYA」を中村スポーツセンターで開催。
- 11月1日、あたしかよが団体預かりとして入団。

### 2009年
- 1月1日、渋谷シュウが入団。
- 2月1日、2度目となる名古屋大会「プロレスリングWAVE EXTRA2 in NAGOYA」をDIAMOND HALLで開催。
- 4月19日、初の札幌大会「プロレスリンクWAVE EXTRA3」を札幌テイセンホールで開催。
- 6月28日、桜蝋燭がデビュー。
- 7月12日、初の静岡大会「プロレスリングWAVE EXTRA4」を藤枝市の蓮華寺で開催。

### 2010年
- 1月16日、初の横浜大会「ヨコハマウェーブ〜Stoic」を横浜にぎわい座で開催。
- 1月31日、3度目となる名古屋大会「プロレスリングWAVE EXTRA5 in NAGOYA」をCLUB DIAMOND HALLで開催。
- 6月27日、初の松下IMPホール大会「大阪ラプソディvol.9〜Virgin/ZERO〜」を開催。
- 7月31日、初の千葉大会「プロレスリングWAVE EXTRA6 in FUNABASHI」を三井ガーデンホテル船橋ららぽーとで開催。
- 10月3日、初の後楽園ホール大会「VIRGIN」を開催。
- 10月24日、秋田大学で「秋田大学祭2010最強女子伝説」を開催。

### 2011年
- 1月30日、4度目の名古屋大会「プロレスリングWAVE EXTRA7 in NAGOYA」をCLUB DIAMOND HALLで開催。
- 3月19日、3月11日に発生した東北地方太平洋沖地震（東日本大震災）による燃料供給事情の悪化により応援用紙テープの使用規制を実施。
- 4月10日、植松寿絵が入団。
- 6月18日、初の広島大会「HIROSHIMA WAVE〜BU☆TI〜」を広島県立広島産業会館西館第4展示場で開催。
- 7月、震災による紙テープ使用規制を解除。
- 7月31日、5度目の名古屋大会「プロレスリングWAVE EXTRA8 in NAGOYA」をCLUB DIAMOND HALLで開催。
- 8月20日、愛知県西尾市で「あ〜夏休み2011」を西尾市総合体育館サブアリーナで開催。
- 8月28日、2度目の後楽園ホール大会「Like a Virgin 1224」を開催。
- 10月30日、初の大阪府立体育会館第2競技場大会を開催。

### 2012年
- 1月4日、プロレスリングWAVE芸能部が設立されて初代グラマーエンジェルスが所属となる。
- 1月29日、6度目の名古屋大会「プロレスリングWAVE EXTRA9 in NAGOYA」をCLUB DIAMOND HALLで開催。
- 2月5日、水波綾がセンダイガールズプロレスリングから移籍。
- 3月18日、2度目の広島大会「HIROSHIMA WAVE〜BU☆TI II〜」を広島産業会館東館第2展示場で開催。
- 4月1日、2度目の札幌大会「プロレスリングWAVE EXTRA11」を札幌テイセンホールで開催。
- 4月30日、3度目の後楽園ホール大会「VIRGIN SHOCK〜Catch the WAVE 2012開幕戦〜」を開催。
- 6月24日、2度目のIMPホール大会「大阪ラプソディ vol.16」を開催。
- 7月16日、4度目の後楽園ホール大会「VIRGIN SHOCK〜catch the WAVE2012決勝〜」を開催。
- 9月30日、7度目の名古屋大会「NAGOYA WAVE〜キン☆シャチ〜」をCLUB DIAMOND HALLで開催。
- 12月23日、初のナスキーホール・梅田大会を開催。

### 2013年
- 4月21日、3度目の札幌大会「SAPPORO WAVE NA MA RA」を開催。
- 5月6日、6度目の後楽園大会「Catch The WAVE 2013開幕戦」を開催。
- 5月25日、3度目の広島大会「HIROSHIMA WAVE〜BU☆TI III〜」を広島産業会館西館第4展示場で開催。
- 7月6日、初の九州大会「キリシマWAVE〜霧島ジオパーク世界に挑戦〜」を霧島市の隼人体育館で開催。
- 7月7日、初の福岡大会「HAKATA WAVE〜bari chiro〜」を博多スターレーンで開催。
- 7月15日、7度目の後楽園ホール大会「Catch The WAVE 2013決勝戦」を開催。石黒淳士がレフェリーとしてデビュー。
- 8月15日、飯田美花が入団。
- 10月30日、8度目の後楽園ホール大会「Virginty」を開催。卜部夏紀がデビュー。
- 12月30日、9度目の後楽園ホール大会でGAMI引退興行を開催。

### 2014年
- 1月22日、紫雷美央がアイスリボン、OZアカデミー女子プロレス、ユニオンプロレスのとの4団体兼任として所属契約。
- 1月25日、大阪大会を道頓堀アリーナで開催。
- 3月2日昼、10度目の後楽園ホール大会「Virgin Beat」を開催。夜は大日本プロレスの興行が開催された。
- 4月20日、3度目の札幌大会「SAPPORO WAVE NA MA RA2」を開催。
- 5月5日、11度目の後楽園ホール大会「Catch the WAVE 2014開幕戦」を開催。
- 5月18日夜、初の仙台大会「SENDAI WAVE KEEP SMILE」をベストウェスタンホテル仙台で開催。昼のKAIENTAI DOJOからもバンビが参戦。
- 7月27日、12度目の後楽園ホール大会「Catch the WAVE 2014決勝戦」を開催。
- 9月15日、2度目の福岡大会「HAKATA WAVE bari chiro2」を開催。
- 9月16日、小林香萌のREINA女子プロレスからの移籍を発表。
- 10月29日、13度目の後楽園ホール大会「Vigin Code」を開催。長浜浩江がデビュー。
- 11月3日、初の山梨大会「WAVEハイランド」をGAZKOFUで開催。

### 2015年
- 浜田文子、山縣優、大畠美咲が入団。山縣と大畠はOSAKA女子プロレス兼任所属となる。
- 2月11日、14度目の後楽園ホール大会を開催。
- 5月3日、15度目の後楽園ホール大会を開催。
- 7月20日、16度目の後楽園ホール大会で「Catch the WAVE 2015決勝戦」を開催。
- 8月9日、17度目の後楽園ホール大会で日本人として初めて性同一性障害を告白した朱崇花がデビュー[3]。
- 9月13日、2度目の大阪府立体育館第2競技場大会「HAPPY ANNIVERSARY WAVE8 WEST」を開催。
- 9月20日、18度目の後楽園ホール大会を開催。
- 11月14日、初の沖縄大会「OKINAWA WAVE Have A Nice Trip」をネーブルカデナアリーナで開催。

### 2016年
- 1月9日、初の横浜ラジアントホール大会「YOKOHAMA WAVE JAN」を開催。
- 1月24日、初の京都大会「KYOTO WAVE han☆nari」をKBSホールで開催。
- 10月10日、後楽園ホールで初の男子選手である後藤恵介がデビュー[4]。

### 2017年
- 8月12日、初の大田区総合体育館大会を開催。

### 2018年
- 5月16日、覚醒剤取締法違反事件で逮捕された浜田文子を懲戒解雇処分とする[5][6]。
- 6月3日、春日萌花が退団[7]。
- 12月29日、大畠美咲、引退。同日をもって団体活動一時停止。GAMI、ZABUN社長職を退任[8]。

### 2019年
- 1月8日、朱崇花、後藤恵介、レフェリーの石黒淳士の前年12月末付での退団、山下りなの3月末付でのOSAKA女子退団、ならびに下野佐和子の4月28日での引退を発表。また、4月1日付けでZABUN専属フリーの宮崎有妃、野崎渚とフリーとして参戦中の旧姓・広田さくらがWAVEに入団することが発表された。
- 4月1日付で桜花由美が正式に社長職に就任、同日に新木場1st RINGでリニューアルスタートとなる「Reboot」を開催。超満員札止めとなり新たなスタートを切った。
- 5月1日より、長浜浩江がリングネームを「HIRO'e」に改名。
- 11月1日、水波綾が新木場大会を最後に退団。
- 12月25日、HIRO'eが2020年8月16日の後楽園ホール大会をもって引退することを発表。

### 2020年
- 8月7日、宮崎有妃の新型コロナウイルス感染により、9日大阪・14日名古屋・16日後楽園の3大会の開催を自粛[9]。これに伴い、HIRO'eの引退も延期になった他、OZアカデミーとPURE-J女子プロレスでも開催中止や出場予定選手の変更など影響が拡大。
- 9月18日、後楽園ホール大会をもってHIRO'eが引退。

### 2021年
- 1月1日、レフェリーのTommyが、WAVEおよびMarvelousに兼任所属[10]。
- 4月1日、塚田しずくがデビュー。
- 9月24日、塚田しずくがドクターストップにより廃業[11]。

### 2022年
- 2月13日、元Marvelousの神童ミコト改め狐伯（こはく）が入団[12]。
- 4月14日、記者会見を開き、田中稔・府川唯未夫妻の長女、田中きずなの入団を発表。高校卒業を待って2023年3月以降デビュー予定[13]。

### 2023年
- 4月2日、プロレスリングWAVE新宿FACE大会のセミファイナルで、WAVE所属としては初の覆面レスラー「炎華」がデビュー同じくデビュー戦の田中きずながデビュージャパニーズ・レッグロール・クラッチ・ホールドで炎華が勝利。
- 11月2日、野崎渚が10月31日付で退団し、フリーランスになることが発表された[14]。

### 2024年
- 7月1日、田中きずなが退団[15]。

### 2025年
- 4月1日、グリズリー藤滝改め郷田明日香が入団。
- 5月1日、咲蘭が入団[16]。
- 5月31日、シン・広田さくらが退団[17]。

## 主な興行

### レギュラー興行
- Weekday WAVE : 旗揚げ当初より毎月最低1回、平日に新木場1stRINGで開催。
- Sunday WAVE : 日曜日に開催。おおよそ月1回、新木場1stRINGまたは新宿FACEで開催。
- 大阪ラプソディ : ほぼ隔月、大阪で開催（姉妹団体「OSAKA女子プロレス」と隔月交代）。2012年までは大阪ミナミ ムーブ・オン アリーナ、2013年はナスキーホール・梅田だったが現在の試合会場は大阪の各区民ホール。IMPホールなどを使用する場合もある。
- NAGOYA WAVE〜キン☆シャチ〜 : 年2、3回、DIAMOND HALLで開催（この興行は大日本プロレスとの昼夜興行）。

### YOUNG OH! OH!
年2回程度開催している若手選手による興行。チェリーが終身名誉顧問を務めている。女子プロレス界では若手は「ジュニア」と表現されるがWAVEでは男子同様「ヤング」と表現する。対象はキャリア8年（当初は7年）未満、29歳以下とする。ただし前座で「NOヤング（当初はアダルト）」と呼ばれる若手の壁が出場することもある。
2008年3月20日、世界館で旗揚げ戦を開催。
2011年7月31日、スポルティーバアリーナで開催したプロレスイベントを最後に活動休止。
2013年9月7日と8日、「24時間プロレス CRAZY WAVE」のプログラムとして約2年ぶりに復活興行を開催。
2014年9月、飯田美花が実行委員長に就任して月1回開催。これにより対象をキャリア5年未満に変更。
2016年12月、一旦区切りをつけて不定期興行に変更される。

### 打ち上げWAVE
東京都での年内最終興行「大師走・東」では全試合終了後に「打ち上げWAVE」と題して1、2試合追加されるのが恒例となっている。2012年からは後述するWAVE参戦選手を対象とした人気投票「ZAN1（ザンイチ）」の結果発表。

### P-Techカップ
2008年7月9日、7月19日、8月1日の3大会に分けて行われたタッグトーナメント戦。WAVEのメインスポンサーである遊戯機器電子部品メーカー「P-Tech」の冠で5組がシード付きのタッグトーナメント戦で8月16日、旗揚げ1周年記念大会で期間限定復活していたタッグチーム「ジャンピング・ボム・エンジェルス」との特別試合出場権を懸けて争い植松☆輝が特別試合出場権を獲得。特別試合は植松☆輝がジャンピング・ボム・エンジェルスから勝利。

### 24時間プロレス CRAZY WAVE
2008年9月15日と16日、新木場1stRINGで開催。
2009年9月5日と6日、新木場1stRINGで開催。
2013年9月7日と8日、新木場1stRINGで開催。

### ヨコハマウェーブ〜Stoic
WAVE以外の1団体をエネミーとして4、5人迎えてシングルマッチによる団体対抗戦が組まれる。最後には勝者組と敗者組に分かれてのタッグマッチを行う。
2010年1月16日、横浜にぎわい座B2階のげシャーレで開催。団体対抗戦の相手はエスオベーション。4月2日、横浜にぎわい座B2階のげシャーレで開催。団体対抗戦の相手はNEO女子プロレス。
2011年2月25日、横浜にぎわい座B2階のげシャーレで開催。団体対抗戦の相手はJWP女子プロレス。

### ガーターマッチ
2010年2月13日、100回記念深夜大会でガーターマッチと呼ばれる試合形式のシングルトーナメント戦が行われた。ガーターマッチは足にガーターを付けて相手のガーターを奪った方が勝ちとなる形式の試合で、女子プロレスのルーツとも言われている。1月27日放送のテレビ朝日系列の番組『シルシルミシル』でガーターマッチが紹介され、桜花由美と春日萌花がガーターマッチに挑戦したことをきっかけに、WAVEに持ち込んで半世紀以上の時を越えて興行として復活することになった。
試合は時間無制限1本勝負で出場選手はコスプレで試合を行う。植松寿絵、チェリー、渋谷シュウ、春日による1DAYトーナメント戦で行われて春日が優勝。
2012年8月9日、初防衛戦として紫雷美央と対戦して初防衛に成功。

### ZAN1
読み方は「ザンイチ」。2012年から開催している企画。WAVEに参戦経験のある選手を対象とした人気投票＋αにより「ZAN1 QUEEN（ザンイチ・クイーン）」を決める。12月、投票を受け付けて「打ち上げWAVE」で発表。「ZAN1 QUEEN」にはチャンピオンベルトが贈呈される。
第1回はRegina di WAVE王座決定トーナメント戦の1枠（GAMI枠）を決めるため、過去5年間の参戦選手（歴代Regina di WAVE優勝者を除く）を対象とした投票に加えて、歴代Regina di WAVE優勝者との、じゃんけん、そしてロイヤルランブルでポイント化して大畠美咲が初代QUEENに選ばれた。
第2回はRegina di WAVE挑戦者決定戦の名の下で、投票とGAMIとのジャンケンで行われて大畠が2連覇。
第3回はRegina di WAVE挑戦者決定戦は変わらないが、発表を12月28日の大忘年会に変更して、対象も姉妹団体「OSAKA女子プロレス」を含むZABUNの興行参戦者となった。紫雷美央が初制覇。3連覇を逃した大畠は2位、3位に藤本つかさ（当日はJWP女子プロレス参戦のため欠席）が入りユニット「クローズ（大畠&紫雷&藤本）」の上位独占になった。また「ZAN1 QUEEN」に選ばれた選手は「いつでもどこでも挑戦権」が与えられ、Regina di WAVE王座へ挑戦できるという権利に変更。ちゃんすへの来店やイベントなどへの参加での投票も可能となった。
第4回は志田光が「ZAN1 QUEEN」となった。
第5回はWAVEのパンフレットとカレンダーについているQRコードからの投票や、ZABUN公式LINEを友達登録して投票する権利が追加された。大畠美咲が「ZAN1 QUEEN」となった。

## タイトルホルダー
| タイトル           | 保持者            | 歴代   |
| ------------------ | ----------------- | ------ |
| Regina di WAVE王座 | 狐伯              | 第23代 |
| WAVE認定タッグ王座 | 本間多恵 尾﨑妹加 | 第39代 |

| タイトル        | 覇者              | 年度   |
| --------------- | ----------------- | ------ |
| CATCH THE WAVE  | 狐伯              | 2025年 |
| DUAL SHOCK WAVE | 本間多恵 尾﨑妹加 | 2024年 |

## 所属選手
- 桜花由美
- 宮崎有妃
- 狐伯
- 炎華
- 咲蘭
- 郷田明日香（旧 : 藤滝明日香、グリズリー藤滝）

## レギュラー参戦選手
- 米山香織（フリー）
- ハイビスカスみぃ（琉球ドラゴンプロレスリング）
- SAKI（COLOR'S）
- 優宇（プロレスリングEVE）
- 高瀬みゆき（センダイガールズプロレスリング）
- 青木いつ希（ショーンキャプチャー）
- 清水ひかり（COLOR'S）
- 梅咲遥（ワールド女子プロレス・ディアナ）
- 世羅りさ（プロミネンス）
- VENY（フリー）
- 柊くるみ（プロミネンス）
- チェリー（フリー）
- 櫻井裕子（COLOR'S）
- 網倉理奈（COLOR'S）
- 大空ちえ（PURE-J女子プロレス）

## スタッフ

### レフェリー
- Tommy（Marvelous兼任所属）

### リングアナウンサー
- 野中美智子（アッシュプロダクション）
- 吉野希里（フリー）

## 現在のタッグチーム
Boss to Mammy
- 桜花由美
- 桃野美桜

OVER SUN
- 桜花由美
- 宮崎有妃

## 歴代タイトル
- TLW世界女子ヤングタッグ王座

## 歴代所属選手

### 女子選手
- カヨ☆フジモリ（団体預かり）
- 植松寿絵
- GAMI
- 渋谷シュウ
- 紫雷美央（アイスリボン、OZアカデミー女子プロレス、ユニオンプロレス兼任所属）
- 小林香萌（ASUKA PROJECT兼任所属）
- 山縣優
- 夏すみれ
- 飯田美花
- 浜田文子
- 春日萌花
- 大畠美咲
- 朱崇花（現：VENY）
- 水波綾
- HIRO'e（旧：長浜浩江）
- 塚田しずく（現：海乃月雫）
- 野崎渚
- 田中きずな
- シン・広田さくら

### 男子選手
- 後藤恵介

## 歴代スタッフ
- 石黒淳士（レフェリー）

## 歴代ユニット
秋の栗ご飯
- AKINO
- 栗原あゆみ
- 飯田美花

Las aventureras
- 浜田文子
- 米山香織
- 山縣優
- 下野佐和子
- 朱崇花

## 歴代タッグチーム
ハタナカヨウコ
- GAMI
- 中川ともか

カナアユ
- 華名
- 栗原あゆみ

栗ご飯
- 栗原あゆみ
- 飯田美花

ラッシュ&パワーズ
- 水波綾
- 勇気彩

トリプルテイルズ.S
- 華名
- 紫雷美央

1st Impact
- 春日萌花
- 真琴

奇跡の隣人
- 渋谷シュウ
- 朱里

プラスマイナス2013
- 大畠美咲
- 紫雷美央

クラシック・ギャルズ
- 渋谷シュウ
- チェリー

シダレザクラ
- 桜花由美
- 志田光

ファフロッキーズ
- 小林香萌
- 山下りな

SO ON FLOWER
- 春日萌花
- 希月あおい

マックロコロスケ
- 大畠美咲
- 藤本つかさ

Avid Rival
- 水波綾
- 大畠美咲

KUSO ONNA NIGHT
- 宮崎有妃
- 野崎渚

Harmonie
- 炎華
- 田中きずな

## 試合中継
終了した番組
- コミカル&セクシー プロレスリングWAVE（V☆パラダイス）

## 関連番組
放送中の番組
- 鳥越アズーリFM にえきらない木曜日「なげっぱなし」これが、ラジオwaveだー！ 2020年10月15日～[18]

終了した番組
- プロレスリングWAVE〜ゴールデン5GONG！〜（レインボータウンFM）

毎週水曜日21時から22時の公開生放送。出演者はGAMIと桜花由美。レインボータウンFMはWAVEの常打ちである新木場1stRINGが所在する東京都江東区を放送区域とするコミュニティ放送局。2010年9月29日、放送終了。
2012年10月20日、毎週土曜日15時から16時に放送している総合エンターテインメントラジオ番組「Saturday Maniac Radio」で「復活！プロレスリングWAVE〜ゴールデン5GONG！〜」として放送再開。